# Casa de la Cultura (Tafí Viejo)
La Casa de la Cultura Catalina Albarracín de Suárez es un centro cultural de Tafí Viejo, Tucumán, Argentina. Esta se ubica sobre la avenida Alem de la mencionada localidad, formando parte de las Casas de la Historia y la Cultura del Bicentenario.

## Historia
Originalmente el sitio de la casa de la cultura era propiedad de Arturo Suárez Albarracín, quien donó el solar para la construcción del centro cultural. Este fue inaugurado el 30 de octubre de 1987 por el intendente Flavio Díaz, llevando el nombre de Catalina Albarracín de Suárez en honor a la madre del propietario del lugar. El espacio contaba con oficinas de diversas dependencias municipales y una sala de exposiciones.
En 2010, en ocasión del Bicentenario de la Revolución de Mayo, se crea el Programa Casas de la Historia y la Cultura del Bicentenario. Por esta razón, en 2011 comenzó la ampliación del centro cultural; la cual fue inaugurada en 2013 por el gobernador José Alperovich, el intendente Javier Pucharras y funcionarios.En la actualidad brinda talleres culturales de distintas disciplinas, exposiciones artísticas, obras teatrales, presentaciones de libros, entre otras.

## Descripción
La Casa de la Cultura se extiende sobre una superficie de 592 m2, teniendo dos plantas. En la primera se encuentran los sectores de atención al público y boletería, una sala de exposiciones y bar, sanitarios, la sala de espectáculos Kike Rearte con capacidad para 100 espectadores y los camerinos. Mientras en el segundo nivel dispone de oficinas, salón de museo, salón para dictar los talleres culturales, balcones y palcos junto a la cabina de control con vista al escenario y baños.